# 千代田町 (広島県)
千代田町（ちよだちょう）は、かつて広島県の北西部に位置した町。山県郡に属していた。
2005年2月1日に山県郡東 - 北部に存在した大朝・芸北・豊平各町と合併してその区域をもって成立した山県郡北広島町に移行したことに伴い廃止した。

## 地理

### 河川
- 江の川（可愛〔えの〕川）

### 山
- 海見山（870.0m）
- 大掛山（817.9m）
- 猿喰山（796.0m）
- 堂床山（739.8m）
- 冠山（735.7m）
- 火野山（日野山、705.4m）
- 大塩山（704m）
- 鷹巣山（700.3m）
- 城山（667.0m）
- 文蔵山（655.9m）
- 滝脇山（639.8m）
- 平家ヶ城山（619.7m）
- 火神城山（約610m）
- 権現山（約590m）

## 沿革
- 1889年4月1日 市町村制施行。千代田町域には当時いずれも山県郡に属する八重村、壬生村、南方村、本地村、川迫村が存在した。
- 1904年5月1日 壬生村が町制施行して壬生町になる。
- 1922年1月1日 八重村が町制施行して八重町になる。
- 1954年11月3日 壬生・八重両町および川迫・本地・南方各村が対等合併してその区域をもって千代田町が成立する。
- 2005年2月1日 山県郡のうちの大朝・芸北・豊平各町が対等合併して成立した北広島町に移行したことに伴い廃止する。千代田町役場は現在北広島町役場になっている。

## 産業
- 農業が主力産業であるが、1970年代末期に高速道路が開通してからは工業団地や流通団地が造成されるようになった。

## 地域

### 教育

#### 小学校
- 千代田町立川迫小学校
- 千代田町立本地小学校
- 千代田町立南方小学校
- 千代田町立壬生小学校
- 千代田町立八重小学校
- 千代田町立八重東小学校

#### 中学校
- 千代田町立千代田中学校

#### 高等学校
- 広島県立千代田高等学校

### 大字
- 有田（ありだ）
- 有間（ありま）
- 石井谷（いしいだに）
- 今田（いまだ）
- 後有田（うしろありだ）
- 川井（かわい）
- 川戸（かわど）
- 川西（かわにし）
- 川東（かわひがし）
- 木次（きつぎ）
- 蔵迫（くらざこ）
- 古保利（こほり）
- 新氏神（しんうじがみ）
- 新郷（しんごう）
- 惣森（そうもり）
- 寺原（てらばら）
- 中山（なかやま）
- 春木（はるき）
- 本地（ほんじ）
- 南方（みなみがた）
- 壬生（みぶ）
- 舞綱（もうつな）
- 丁保余原（よおろほよばら）

## 交通

### 鉄道
鉄道路線は存在しない。最寄り駅は可部線可部駅など。

### 道路

#### 高速道路
- 中国自動車道（中国縦貫自動車道）
  - 千代田IC/BS - 千代田JCT

- 浜田自動車道（中国横断自動車道広島浜田線）
  - 千代田JCT - 千代田西BS

#### 国道
- 国道261号
- 国道433号
- 国道434号（町内は全線国道433号と重用）

#### 主要地方道
- 広島県道5号浜田八重可部線
- 広島県道69号千代田八千代線

#### 一般県道
- 広島県道311号新庄千代田線
- 広島県道313号烏帽子中原線
- 広島県道314号七曲千代田線
- 広島県道315号下石八重線
- 広島県道316号都志見千代田線
- 広島県道321号金屋壬生線

## 名所・旧跡・観光地
- 吉川氏城館跡（日山城跡）
- たいどう彫刻村
- 古保利薬師
- 千代田温泉
- 養老温泉
- 道の駅舞ロードIC千代田

### 伝統芸能
- 壬生の花田植

## 著名な出身者
- 箕野博司（北広島町長）
- MEG（歌手、ファッションモデル、ファッションデザイナー）